# 徐芝韵
徐芝韵（Carolyn Hsu-Balcer），为居于美国纽约之著名华裔女收藏家、艺术评论家、企业家、慈善家及社交名人。

## 生平
生于美国弗吉尼亚州首府里士满，出生后被带回上海抚养，自小在上海长大。后又随家人移居泰国、菲律宾。回美国受教育。自小在上海受到中西文化艺术之熏陶。于麻省著名私校韦顿学院获得经济学荣誉学士学位。至纽约工作，从业于银行金融业，又在服装业之Apparel Industry任职。1997年创办婴儿衣饰企业SnoPea，任首席执行官。
30岁染上吸烟习惯。但也在纽约哥伦布跳蚤市场获得收藏灵感，开始收藏老烟嘴、老烟斗，后因此而成名，成为美国此领域最大的收藏家，并书写出版专著，成为美国收藏界佳话。其第一件收藏为一套自波斯的雕花银茶具。
后专注于亚洲现代艺术和日本绘画的收藏与品鉴，并策划了多个颇具影响的展览。尤衷日本浮世绘画家川瀨巴水（Hasui Kawase，1883-1957）之作品。曾捐献数百件收藏之艺术品于美国弗吉尼亚美术馆。近年侧重家族史和中国近代史研究，编辑发行《顾往观来》中文一书，回顾王正廷之人生与贡献。
现任美国佛吉尼亚美术馆赞助人、波士頓美術館赞助人、美国中国协会董事。

## 家族
家族背景显赫，祖籍宁波奉化，太爷爷是北洋政府政要王正廷。祖父慈城人徐正贤为环球烟草驻华经理。太舅公为教育家郭秉文。与商务印书馆创始的鲍哲才家族亦为远亲。嫁加拿大出生美国著名导演雷內·巴爾塞。

## 策划展览
近年主要有：
- 2011年：美国纽约亚洲协会“在阴影中绽放”——回顾中国早期当代艺术展。
- 美国亚洲协会香港中心“黎明曙光——1974至1985年中国的前卫艺术”展。
- 2005年：美国弗吉尼亚州里士满《烟草计划－3：维吉尼亚》展。

## 著作
- 《优雅的印记：烟嘴的时尚历史》(英文：A Token of Elegance: Cigarette Holders in Vogue)，是收藏界首部以烟具为主体的专著，颇为新颖[7]。